# Whisky Galore!
Whisky Galore!  är en brittisk komedifilm från 2016 i regi av Gillies MacKinnon.
Filmen är en nyinspelning av Alexander Mackendricks film Massor av whisky som i sin tur bygger på Compton Mackenzies roman med samma namn.

## Rollista i urval
- Gregor Fisher - Joseph Macroon
- Eddie Izzard - Kapten Paul Wagget
- Sean Biggerstaff - Sergeant Donald Odd
- Naomi Battrick - Peggy Macroon
- Ellie Kendrick - Catriona Macroon
- Fenella Woolgar - Dolly Wagget
- Kevin Guthrie - George Campbell
- James Cosmo - Pastor Macalister
- Michael Nardone - Brown
- Brian Pettifer - Angus
- John Sessions - Dr. McLaren
- Tim Pigott-Smith - Överste Woolsey